# 関関戦
関関戦（かんかんせん）は、関西大学と関西学院大学の間で行われるスポーツ分野での対校戦である。

## 硬式野球
関西大学体育会野球部と関西学院大学体育会硬式野球部との対抗戦である。

### 歴史

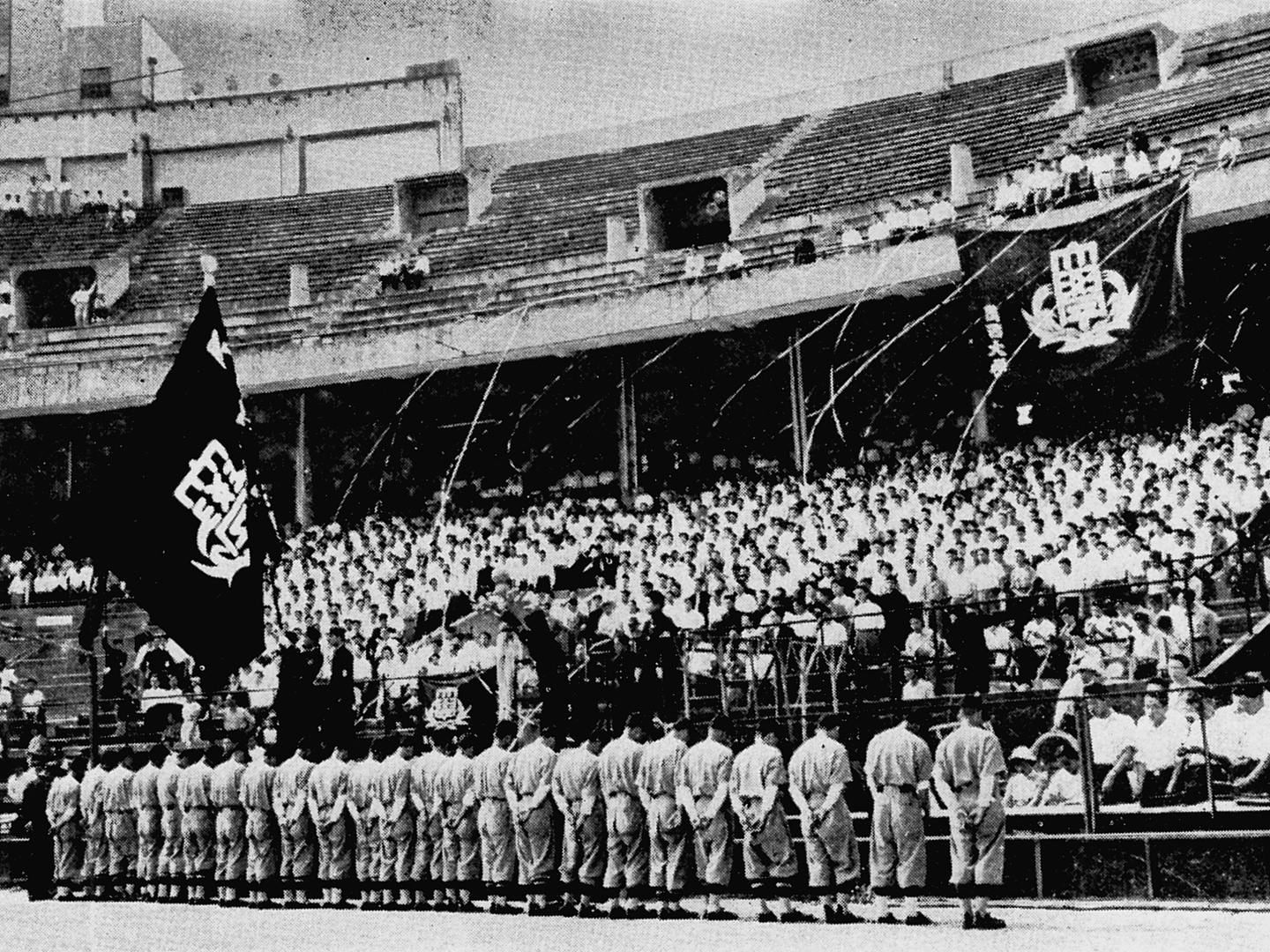
関関戦における関大応援団（1956年、西宮球場）

- 1929（昭和4）年、「三大学野球対抗戦（関西大学、同志社大学、京都帝国大学の各野球部が参加」）が開始。
- 1930（昭和5）年、三大学野球対抗戦に、京都五大学野球連盟[1]から離脱した立命館大学の野球部が移籍加盟し四大学野球連盟を結成。これをもって硬式野球における同立戦の始まりとされている。
- 1931（昭和6）年の秋季リーグからは関西学院高等商業学部、神戸商業大学の野球部も加盟[2]し、関西六校野球連盟（後の関西六大学野球連盟）[3]が発足した。

この（旧）関西六大学野球連盟の発足後に関西圏の大学スポーツ界の人気イベントとしての立場が徐々に高まり、なかでも阪神地域（旧摂津国）の二大私学対決として、関関戦は一般市民にも多くのファンを生むなど、同立戦（同志社大学対立命館大学）と共に現在の関西学生野球連盟の春秋リーグ戦の「伝統の一戦」と位置づけられ、人気カードとして市民に親しまれた。
関西の学生野球史では必ず登場する関関戦は、同立戦（立同戦）と共に関西圏の学生野球対抗戦として最も有名なカードであった。しかし、60年代前半の関西大学野球連合の成立以降、関学や立命館がたびたび旧関西六大学リーグから下部リーグへ転落し、東京六大学野球の早慶戦に匹敵する人気と伝統を持つ関関戦や同立戦が実施できないという状況がしばしば発生した。

### 対戦成績
長らく阪急西宮球場で行われていたが、2002年の同球場の閉鎖などに伴い、現在は主に阪神甲子園球場で開催されている。近年は、両校の成績不振（関大は1995年春から2014年秋、関学は1993年春から2012年春まで、関西学生野球リーグ優勝から遠ざかっていた）や交通アクセスの悪化（両校とも阪急電鉄沿線）もあり、観客動員数では同立戦に大きく水をあけられている。
また、延長戦などで薄暮となった場合でも照明塔は使用せず「日没の為コールドゲーム」となる。
なお、両校では年に一度、総合関関戦と呼ばれる大学同士のスポーツ大会も催されており、硬式野球部もリーグ戦とは別に対戦している。その際、甲子園球場ではなく硬式野球部のグラウンドで行われる。

## サッカー
関西大学体育会サッカー部および関西学院大学体育会サッカー部の間で開催され、1923年（大正12年）の関西専門学校ア式蹴球リーグにおける対戦が最初の対戦となる。以降もリーグ戦の試合をもって関関戦として実施されている。
なお、年2回のリーグ戦の1試合を特に関関サッカー定期戦としている。関関サッカー定期戦の第1回大会は1953年に開催され、2015年に第60回目の関関サッカー定期戦が開催された。